# Крістіан Берґстрем
Крістіан Берґстрем (швед. Christian Bergström; нар. 19 липня 1967) — колишній шведський тенісист.
Найвищу одиночну позицію світового рейтингу — 32 місце досяг 27 січня 1992, парну — 333 місце — 27 липня 1992 року.
Здобув 2 одиночні титули.
Найвищим досягненням на турнірах Великого шолома були чвертьфінали в одиночному розряді.
Завершив кар'єру 1996 року.

## Фінали турнірів ATP за кар'єру

### Одиночний розряд: 2 (0–2)
| Результат | Ранг | Дата     | Турнір              | Покриття | Суперник         | Рахунок            |
| --------- | ---- | -------- | ------------------- | -------- | ---------------- | ------------------ |
| Поразка   | 1.   | Січ 1992 | Аделаїда, Австралія | Тверде   | Горан Іванишевич | 6–1, 6–7(5–7), 4–6 |
| Поразка   | 2.   | Січ 1993 | Аделаїда, Австралія | Тверде   | Ніклас Культі    | 6–3, 5–7, 4–6      |

### Парний розряд: 1 (0–1)
| Результат | Ранг | Дата     | Турнір               | Покриття | Партнер           | Суперники                         | Рахунок  |
| --------- | ---- | -------- | -------------------- | -------- | ----------------- | --------------------------------- | -------- |
| Поразка   | 1.   | Лип 1992 | Swedish Open, Швеція | Ґрунт    | Магнус Густафссон | Томас Карбонелл Крістіан Мініуссі | 4–6, 5–7 |

## Титули на челленджерах

### Одиночний розряд: (2)
| Ранг | Дата     | Турнір             | Покриття | Суперник       | Рахунок       |
| ---- | -------- | ------------------ | -------- | -------------- | ------------- |
| 1.   | Чер 1986 | Тампере, Фінляндія | Ґрунт    | Массімо Сієрро | 4–6, 7–5, 6–4 |
| 2.   | Кві 1987 | Порту, Португалія  | Ґрунт    | Алекс Антоніч  | 6–1, 6–3      |